# Mandvi
Mandvi è una suddivisione dell'India, classificata come municipality, di 42.355 abitanti, situata nel distretto del Kutch, nello stato federato del Gujarat. In base al numero di abitanti la città rientra nella classe III (da 20.000 a 49.999 persone).

## Geografia fisica
La città è situata a 22° 49' 60 N e 69° 22' 0 E e ha un'altitudine di 15 m s.l.m..

## Società

### Evoluzione demografica
Al censimento del 2001 la popolazione di Mandvi assommava a 42.355 persone, delle quali 21.620 maschi e 20.735 femmine, per un totale di 8.045 nuclei familiari.